# Monumento Nacional a la Bandera

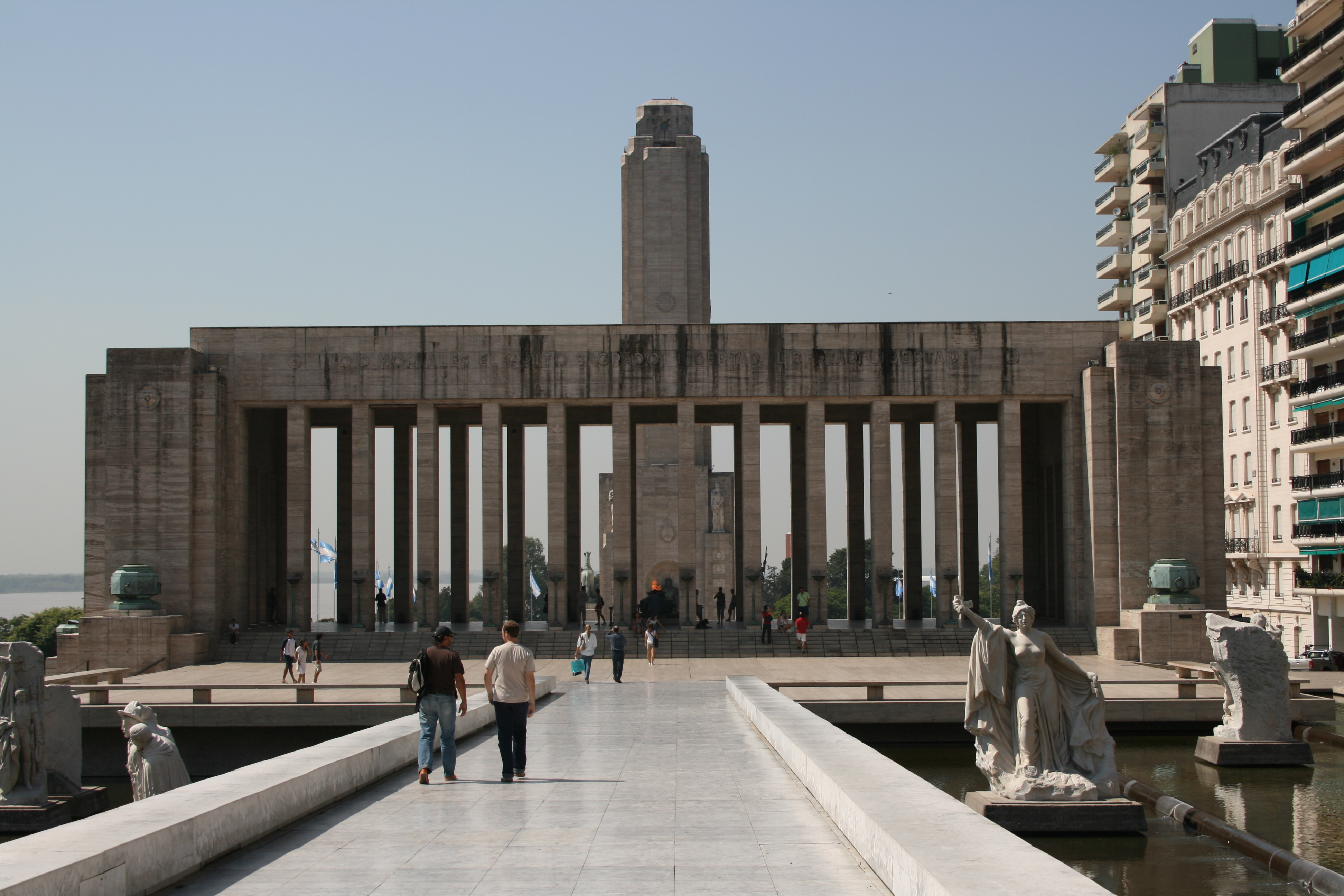
Monumento Nacional a la Bandera.

O Monumento Histórico Nacional a la Bandeira (ou Monumento Histórico Nacional da Bandeira) é uma construção da cidade de Rosário, na Argentina. Fica no Parque Nacional da Bandeira, no lugar aonde Manuel Belgrano levantou pela primeira vez a Bandeira da Argentina, em 27 de fevereiro de 1812, na beira do rio Paraná.
Foi desenhado pelos arquitetos Ángel Guido e Alejandro Bustillo, com colaboração dos escultores Alfredo Bigatti e José Fioravanti e inaugurado em 20 de junho de 1957.